# Catada orthogramma
Catada orthogramma là một loài bướm đêm trong họ Erebidae.